# Lỗ (họ)
Lỗ (Hán tự: 魯, Bính âm: Lu) là một họ của người Trung Quốc và Triều Tiên (Hangul: 노, Hanja: 魯, Romaja quốc ngữ: No/Ro), họ này đứng thứ 49 trong danh sách Bách gia tính. Họ này có nguồn gốc từ thời Chiến Quốc sau khi nước Lỗ bị diệt vong.

## Người Trung Quốc họ Lỗ nổi tiếng
- Lỗ Trọng Liên, danh sĩ thời Chiến Quốc
- Lỗ Túc, đại thần nhà Đông Ngô thời Tam Quốc
- Lỗ Trí Thâm,nhân vật trong Thủy Hử
- Lỗ Trực, diễn viên Đài Loan
- Lỗ Chấn Thuận, diễn viên Hồng Kông
- Có một số nhân vật nổi tiếng thường bị nhầm là mang họ Lỗ như Lỗ Tấn (tên thật Chu Chương Thọ) hay Lỗ Ban (tên thật Công Du Ban)

## Người Triều Tiên họ Lỗ nổi tiếng
- Lucy (Tên thật: Noh Hyo Jung, Hán Việt: Lỗ Hiếu Tĩnh), nữ ca sĩ nhóm nhạc Weki Meki